# 社会民主党 (伊朗)
社会民主党（波斯語：‎，羅馬化：Ferqa'ye Ejtemāʿīyūn-e ʿāmmīyūn）是波斯移民在当地革命者的帮助下于外高加索成立的政党，与俄国社会民主工党及穆斯林社会民主党关系密切。其是伊朗首个社会主义组织。
其将欧洲社会主义、自由主义及民族主义与伊朗国情相结合，在保留了一部分伊斯兰教信仰的同时，对保守的乌理玛持批判态度，并支持政教分离。